# Cèlia Sànchez-Mústich
Cèlia Sànchez-Mústich (Barcelona, 9 de desembre de 1954) és una poeta i escriptora en llengua catalana.

## Biografia
Va cursar estudis musicals (piano, guitarra, harmonia) a Arts del Ritme i al Conservatori del Liceu i la seva dedicació professional ha estat la de l’ensenyament musical.
La seva obra aplega diversos títols de poesia, novel·la, narrativa breu i narrativa de no- ficció, set dels quals han rebut guardons com el premi Mercè Rodoreda de narrativa, el Miquel de Palol de poesia, el Serra d'Or o el Premi Octubre de poesia. Part dels seus poemes han estat traduïts al gallec, èuscar, castellà, francès, occità, italià i anglès, i han format part de diverses antologies, entre les quals Parlano le donne, poetesse catalane del XXI secolo, 48 poètes catalans pour le XXI siècle, He decidido seguir viviendo, Xeixa-fourteen catalán poets o Paraula encesa.
Ha interpretat els seus poemes en diversos indrets dels Països Catalans, sovint en col·laboració amb altres poetes. Un curtmetratge dirigit per Jordi Bueno (estrenat el 2012) s'ha basat en un dels seus contes, Ràdio taxi. Dinamitzadora cultural, ha promogut diversos projectes de difusió de la poesia com ara les trobades poeticomusicals a Lailo, una rebotiga del Raval, durant cinc anys, i la Festa de la Poesia a Sitges, que dirigeix juntament amb el poeta i bioquímic Joan Duran i Ferrer des de l'any 2007.
Al maig del 2013 va formar part, juntament amb Pere Gimferrer, Maria-Mercè Marçal i Jaume Pont, del quartet de poetes antologats a l'estudi dedicat a la literatura catalana de la revista literària francesa Europe. Aquest fet va suscitar l'interès del món poètic francòfon, i s'edità la versió francesa del poemari On no sabem, titulada Cet espace entre nous.
Viu a Sitges des del 2000.

## Obra

### Poesia
- La cendra i el miracle. Barcelona: Columna, 1989
- El lleu respir. Barcelona: Columna, 1991
- Temperatura humana. Barcelona: Columna, 1994
- Taques. Barcelona: Edicions 62, 1997
- Llum de claraboia. Lleida: Pagès, 2004
- A la taula del mig. Palma: Moll, 2009
- On no sabem. València: Tresiquatre, 2010
- A l'hotel, a deshora. Girona: Curbet Edicions, 2014
- La gota negra. Lleida: Pagès, 2018
- Mudança endins. Santa Coloma de Gramenet. La Garúa - Tanit, 2022

### Novel·la
- Les cambres del desig. Barcelona: Columna, 1999
- Tercer acte d'amor. Barcelona: Proa, 2002

### Narrativa
- Diagnòstic: lluna nova (dietari novel·lat). Barcelona: ICD, 1993
- Pati de butaques (recull de contes i narracions). Barcelona: Columna, 1996
- El tacte de l'ametlla. Barcelona: Proa, 2000
- Peret, l'ànima d'un poble (narrativa de no ficció). Barcelona: Edicions 62, 2005
- Il·lusionistes del futbol.[11] Valls: Cossetània, 2007
- No. I sí. Lleida: Pagès, 2009
- Ara et diré què em passa amb les dones i tretze contes més. Barcelona: Editorial Moll, 2013.
- Els vells, aquella nosa.[12] Barcelona: Comanegra, 2020.

### Obres traduïdes
- Peret, el alma d'un pueblo. Barcelona: Península, 2005.
- Le Jour J (Narrativa de ficció), dins Nouvelles de Catalogne. Magellan & Cie,
- Cet espace entre nous (versió en francès del poemari On no sabem). Myriam Solal, París, en coedició amb Editions du Noroît, Quebec, 2014.

## Premis
- Rosa Leveroni (1990): El lleu respir[13]
- Don-na (1992): Diagnòstic: lluna nova
- Premi Miquel de Palol de poesia (1996): Taques
- Mercè Rodoreda -de la Nit de Santa Llúcia- (1999): El tacte de l'ametlla (Premi Mercè Rodoreda)[1]
- Premi 7lletres (2008): NO. I SÍ[14]
- Premi Crítica Serra d'Or de poesia (2010): A la taula del mig[15]
- Ploma d'Or de l'Ajuntament de Sitges (2010) (Premi Sitges)[16]
- Premi Vicent Andrés Estellés de poesia dels Premis Octubre, (2010): On no sabem[7]